# Gunung Ladang Sineubok
Gunung Ladang Sineubok är ett berg i Indonesien.   Det ligger i provinsen Aceh, i den västra delen av landet, 1 500 km nordväst om huvudstaden Jakarta. Toppen på Gunung Ladang Sineubok är 763 meter över havet, eller 360 meter över den omgivande terrängen. Bredden vid basen är 7,0 km.
Terrängen runt Gunung Ladang Sineubok är varierad. Havet är nära Gunung Ladang Sineubok åt sydväst.Runt Gunung Ladang Sineubok är det ganska tätbefolkat, med 100 invånare per kvadratkilometer. I omgivningarna runt Gunung Ladang Sineubok växer i huvudsak städsegrön lövskog.